# Спок
Спок (англ. Spock) — персонаж научно-фантастических телесериалов «Звёздный путь: Оригинальный сериал», «Звёздный путь: Дискавери», «Звёздный путь: Странные новые миры», анимационного сериала «Звёздный путь: Анимационный сериал» и некоторых эпизодов телесериала «Звёздный путь: Следующее поколение», а также следующих полнометражных фильмов:
- Звёздный путь: Фильм
- Звёздный путь II: Гнев Хана
- Звёздный путь III: В поисках Спока
- Звёздный путь IV: Дорога домой
- Звёздный путь V: Последний рубеж
- Звёздный путь VI: Неоткрытая страна
- Звёздный путь (фильм, 2009)
- Стартрек: Возмездие
- Стартрек: Бесконечность

В его честь назван кратер Спок на Хароне.

## Биография

### Ранние годы
Спок родился 6 января 2230 года по земному летосчислению в городе Ши’Кар на планете Вулкан в семье вулканца Сарека, занимавшего должность посла, и его жены-землянки, бывшей школьной учительницы Аманды Грейсон. Сам Спок считал себя полноценным вулканцем, однако внутренний конфликт на почве двуединого происхождения периодически давал о себе знать. Всё своё детство Спок испытывал трудности из-за своего происхождения. Даже его собственный отец весьма неоднозначно относился к этому факту. Чистокровные вулканские дети дразнили его и насмехались над полукровкой, провоцируя к предосудительному у вулканцев внешнему проявлению эмоций.
У него зелёная кровь и группа крови Т-отрицательная.
Когда Споку исполнилось семь лет, он без ведома родителей решил пройти традиционное вулканское испытание на зрелость, которое закончилось смертью его питомца-сехлата, защищавшего Спока от ядовитого пустынного хищника. Самого же Спока спас его двоюродный старший брат, Селек.
У Спока был старший единокровный брат Сайбок, который сторонился логики и за подобную «ересь» был выслан с Вулкана (в полнометражном фильме «Звёздный путь V: Последний рубеж» он был убит). Также у Спока была сводная сестра Майкл Бёрнхэм (главная героиня сериала «Звёздный путь: Дискавери», вышедшего в 2017 году).
Ещё совсем ребёнком Спок был, согласно вулканским обычаям, помолвлен с вулканской девочкой Т’Принг.
В анимационном сериале показано, что Спок подвергался гонениям из-за своего смешанного происхождения и даже был вынужден преждевременно пройти необходимые для вулканца испытания.

### Карьера
В 2267 Спок был принят в Вулканский почётный научный легион и получил квалификацию компьютерного специалиста A7.
Известно, что Спок стал первым вулканцем, начавшим карьеру в Звёздном флоте, несмотря на возражения отца, который желал видеть сына в Академии наук Вулкана. Однако Спок, заинтересовавшись компьютерами, которыми были оснащены звездолёты Звёздного флота, решил по-другому, и когда капитан Кристофер Пайк предложил ему место на звездолёте «Энтерпрайз», Спок с радостью согласился. Ему был присвоен личный номер S179-276. Как и большинство вулканцев, Спок вегетарианец, он не пьёт, однако ромуланский эль ему по вкусу.
После поступления Спока на службу в Звёздный флот, Спок не разговаривал с отцом целых восемнадцать лет до переговоров на Коридане, произошедших в 2268 году.
Спок почти одиннадцать лет прослужил под началом капитана Пайка. Согласно ряду источников, за это время он получил звание лейтенанта, а затем — лейтенанта-коммандера.
Под командованием следующего капитана «Энтерпрайза», Джеймса Тиберия Кирка, Спок служил на «Энтерпрайзе» одновременно в двух должностях: как первый помощник капитана и как научный сотрудник. В 2267 году по земному летосчислению Спок получает звание коммандера. А через три года, в 2270-м, Спок вернулся на Вулкан, чтобы обучаться дисциплине «колинар» (англ. Kolinahr).
В 2271 Спок вернулся в ряды Звёздного флота и был восстановлен на службе в звании коммандера и в должности научного сотрудника на звездолёте «Энтерпрайз».
Во время Виджерского кризиса, в котором погиб старший помощник капитана Вильярд Деккер, Спок вновь занял пост первого помощника, который совмещал с должностью научного сотрудника.
Через несколько лет Спок был повышен в звании до капитана и назначен капитаном «Энтерпрайза», в то время как капитан Кирк был повышен до адмирала и переведён в штаб Звёздного флота. В 2285-м Спок, согласно приказу штаба Звёздного флота, временно уступил капитанское кресло адмиралу Кирку для участия звездолёта в исследовании странных событий на научной станции «Регула» (фильм «Звёздный путь II: Гнев Хана»), которое закончилось сражением с Ханом Нуниеном Сингхом. В этом сражении Спок погибает, спасая «Энтерпрайз».
Однако на этом биография Спока не заканчивается. Перед смертью Спок при помощи вулканских знаний передал свою «катру» — духовную сущность — доктору МакКою. Тело же Спока после космических похорон попало на планету Генезис и, в силу её особенностей, вернулось к жизни (фильм «Звёздный путь 3: В поисках Спока»).
Капитан Кирк, ослушавшись приказа Звёздного флота, угнал «Энтерпрайз» и вернул тело Спока на Вулкан, где в одном из храмов при помощи специального обряда духовная составляющая Спока — катра — была соединена с его телом. После воскрешения Спок прошёл ускоренную программу обучения офицеров Звёздного флота и был восстановлен в звании коммандера, а мучившая его амнезия вскоре прошла.
В 2286-м Спок перевёлся на новый «Энтерпрайз NCC-1701-A» в должности первого помощника, сохранив при этом звание капитана. В течение пятилетней миссии звездолёта он принимал участие в походе к центру Млечного Пути (фильм «Звёздный путь V: Последний рубеж»).
После взрыва клингонской луны Праксис в 2291-м отец Спока Сарек привлёк его для участия в переговорах между Объединённой федерацией планет и Клингонской империей. По прибытии на свой корабль после переговоров на борту «Энтерпрайза» был убит клингонский канцлер Горкон. Клингоны обвинили в этом капитана Кирка и доктора МакКоя, которые были арестованы клингонскими властями. Спок принял командование звездолётом и силой освободил коллег из заточения. Впоследствии Спок стал ключевой фигурой в формировании длительного союза с Клингонской империей (фильм «Звёздный путь 6: Неоткрытая страна») и завёл длительную дружбу с ромуланским канцлером Пардеком.
После списания «Энтерпрайза NCC-1701-A» Спок ушёл из флота и сосредоточил свои усилия на дипломатии, и о следующих семидесяти — семидесяти пяти годах его жизни практически ничего не известно — Спок не фигурирует в событиях с участием Звёздного флота. Предполагается, что он женился, так как однажды капитан Жан-Люк Пикар сказал, что присутствовал на свадьбе сына Сарека, но не уточняется напрямую о ком идёт речь.
В 2368 г. — уже во время событий сериала «Звёздный путь: Следующее поколение» — Спок был послом Федерации на Ромуле (центральная планета Ромуланской империи), где пытался установить союз между Ромуланской империей и Вулканом, но прямым способом ему это сделать не удалось из-за предательств внутри Империи, поэтому он остался на Ромуле, чтобы помогать уже сложившемуся небольшому движению в просвещении в Вулканскую философию. В третьем сезоне «Звёздного пути: Дискавери» становится известно, что спустя некоторое время после его смерти (на самом деле — путешествия в прошлое), его усилия всё-таки добились успеха. Ромуланцы вернулись на древнюю прародину, которую переименовали на Ни’Вар, и стали жить в мире со своими двоюродными братьями.

## Предыстория
В фильмах «Звёздный путь» (2009) и «Стартрек: Возмездие» (2013), которые являются и приквелами и альтернативной линией развития событий во вселенной «Звёздный путь» (где капитан Нерон, ромуланец, прибыв из будущего, чтобы отомстить за уничтожение своей планеты по вине, как он утверждает, вулканцев и их союзников-землян, тем самым изменяет все последующие события, в результате чего всего, что происходило в оригинальной вселенной «Звёздного пути» — никогда не было), показана юность Спока и развитие его взаимоотношений с Кирком, с которым он познакомился, ещё будучи курсантом. Вначале они, в силу абсолютно несходных характеров, не очень-то ладят.

## История создания
Первоначально Спок задумывался как марсианин. Его кожа должна была быть красного цвета и он должен был поглощать электричество. Но от этого решили отказаться, решив, что более человечный персонаж будет интересней зрителям. Отказались и от марсианских корней Спока. Создатели сериала полагали, что начавшиеся экспедиции на Марс сделают такое происхождение ненаучным.
Спок — единственный персонаж, участвовавший не только во всех 79 эпизодах сериала «Звёздный путь: Оригинальный сериал», но и в пилотной серии «Клетка».

## Культурное влияние
Астероид #2309, носящий имя «Спок», косвенно связан с персонажем «Звёздного пути»: астероид был назван так в честь кота его первооткрывателя, который, в свою очередь, был назван в честь Спока из телесериала.
Ожидалось, что рубашка костюма Спока, сыгранного Леонардом Нимой во втором сезоне, будет продана на аукционе за более чем 75 000 долларов.